# Владислав Кормиличич
Владислав Кормиличич (—ум. после 1214)— лидер одной из наиболее влиятельных галицких боярских партий первой половины XIII века, фактический правитель Галицкого княжества (1212—1214). Род предположительно основан кормильцем («дядькой») Владимира Ярославича, последнего князя из династии Ростиславичей галицких.

## Биография
Вместе с братьями был изгнан Романом волынским, вокняжившимся в Галиче в 1199 году, поскольку поддерживал в качестве претендентов на галицкий престол северских князей, сыновей Игоря Святославича и, по одной из версий, внуков Ярослава Осмомысла по матери.
После гибели Романа в 1205 году в битве при Завихосте Кормиличичи вернулись из изгнания и способствовали вокняжению Игоревичей в Галиче, но после того, как те развернули репрессии против боярства, снова вынуждены были бежать. Они были приняты венгерским королём Андрашем II, ранее принявшим малолетних Романовичей с их матерью. В 1211 году венгро-польско-волынское войско разбило и пленило Игоревичей, посадило на галицкое княжение Даниила Романовича. Но боярство во главе с Владиславом не рассчитывало отдавать бразды правления в руки княгини Романовой и княжичей, и им вновь пришлось бежать из Галича.
Тогда Андраш II пошёл на Галич, восстановил права Романовичей, захватил Владислава, Судислава и Филиппа, подверг из пыткам, отпустил Судислава за откуп и увёл Владислава в Венгрию в качестве пленника. Тогда остатки боярской партии (Явольд и Ярополк) организовали набег Мстислава пересопницкого, пригласив его на галицкое княжение. Но вскоре венгры отпустили Владислава с войском, тот въехал в Галич и вокняжился, сев на престоле. Краковский князь Лешко Белый отозвался об этой ситуации так: Не лепо боярину княжити в Галичи. Лешко сначала своими и волынскими силами провёл поход на Галич, разбил Владислава на реке Бобрке, но не смог взять город. Тогда Андраш поддержал Лешка, посадил своего сына Коломана в Галиче (1214), при этом захватив Владислава, который и умер в Венгрии в заточении.